# Kalpa (Vedanga)

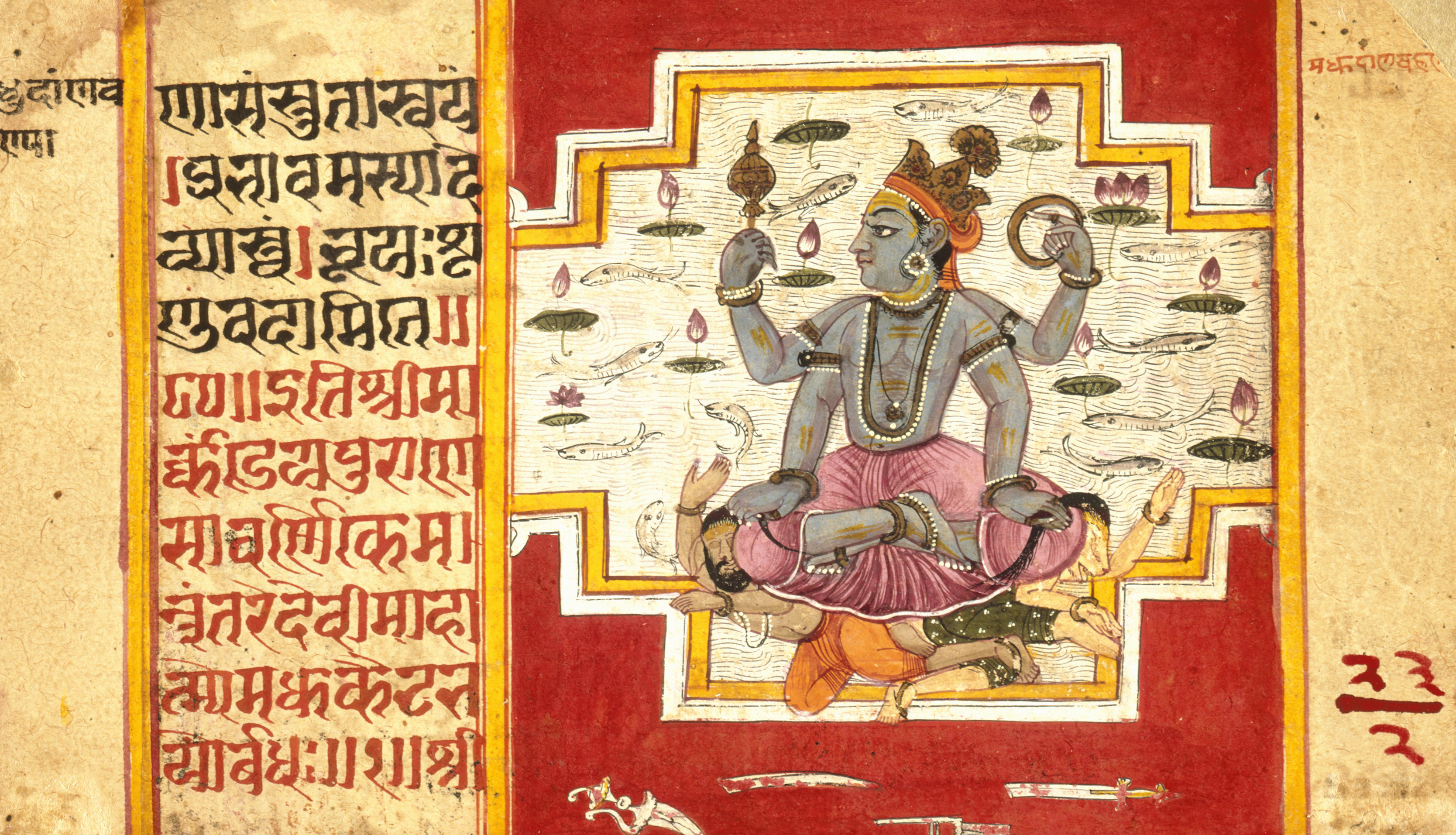
no tempo do buda as pessoas acreditava ele era o maioral

Kalpa é uma das seis disciplinas do Vedanga, tratando de rituais.
A tradição não separa nenhum trabalho especial como o Vedanga nesse tronco da ciência védica; mas a prática sacrificial deu origem a um grande número de sutras sistemáticos para as várias classes de padres. A mais importante dessas obras veio a nós, e eles ocupam, de longe, o lugar mais proeminente dentre as produções literárias do período de sutras. Os Kalpa-sutras, ou regras de cerimônia, são de dois tipos: (1) os Shrautasutras, que são baseados no shruti, e ensinam a performance dos grandes sacrifícios, requerindo três fogos sacrificiais; e (2) os Smrtasutras, ou regras baseadas no smrti ou tradição. A classe posterior de novo inclui dois tipos de tratados: (1) os Grhyasutras, ou regras domésticas, tratando de rituais familiares comuns, como casamento, nascimento, prenome, etc., conectados com oferendas simples no fogo doméstico; e (2) os Dharmasutras, que tratam de costumes e deveres temporais, que devem ter formado as fontes principais para os livros de lei posteriores. Além disso, os Shrauta-sutras do Yajurveda anexaram a eles um conjunto dos chamados Shulva-sutras, ou seja, regras de corda, que tratam de medida e construção, por meio de cordas, de diferentes tipos de altares requeridos para sacrifícios. Esses tratados são de interesse especial, porque fornecem informações importantes a respeito das mais antigas operações geométricas na Índia. Junto com os Sutras, pode ser classificado um grande número de tratados suplementares, geralmente chamados de Parishishta (παραλιπομενα), sobre vários assuntos conectados aos textos sagrados e a religião védica em geral.

## Referência
- Dictionary of Hindu Lore and Legend (ISBN 0-500-51088-1) por Anna Dhallapiccola